# Van Diemen's Land
«Van Diemen's Land» es una canción de la banda de rock irlandesa U2 y es la segunda pista de su álbum de 1988 Rattle and Hum. Es uno de los pocos temas escritos y cantados en su totalidad por The Edge, guirarrista y teclista del grupo.

## Significado
El título hace referencia a la deportación que sufrió el líder irlandés John Boyle O'Reilly a lo que hoy en día es la isla de Tasmania, cuando era colonia penal de los británicos, por orquestar una rebelión contra éstos.

## En directo
La canción fue interpretada por el grupo durante el Lovetown Tour de 1989-90, aunque faltó en algunos conciertos. También fue interpretada de manera esporádica, en el Zoo TV Tour de 1992-93. En 2008, Bono y The Edge la interpretaron a la guitarra en el O2 Arena como parte de un programa especial de RTÉ sobre el fallecido músico irlandés Ronnie Drew.